# Droga krajowa B51 (Austria)
Droga krajowa B51 (Neusiedler Straße) (pl. Droga Nezyderska) –  droga krajowa we wschodniej Austrii. Arteria zaczyna się w miejscowości Neusiedl am See i prowadzi w kierunku południowym przez Frauenkirchen do dawnego przejścia granicznego z Węgrami. Swoją nazwę droga zawdzięcza sąsiedztwu Jeziora Nezyderskiego.